# Головин, Анатолий Никанорович
Анатолий Никанорович Головин — советский хозяйственный, государственный и политический деятель.

## Биография
Родился 11 мая 1931 года в с. Князево Скопинского района Рязанской области. Член КПСС (1952).
Окончил Всесоюзный заочный институт инженеров железнодорожного транспорта (1963, инженер-механик).
В 1949—1991 гг.:
- 1949-1958 бригадир, заместитель начальника паровозного депо, начальник тяги, главный инженер, начальник отдела технической службы ПТУ треста «Кизелуголь»,
- 1958-1965 главный инженер погрузочно-транспортного управления «Кизелуголь»,
- 1965-1967 начальник объединённого хозяйства железнодорожного транспорта,
- 1967-1977 председатель Березниковского горисполкома,
- июль 1977 — январь 1982 первый секретарь Березниковского горкома КПСС,
- январь—апрель 1982 — в резерве Пермского обкома КПСС
- 1982-1991 первый заместитель начальника Западно-Уральского главного территориального управления Госснаба СССР.

Награждён двумя орденами Трудового Красного Знамени (1971, 1974), орденом Дружбы народов (1981). Почётный гражданин города Березники (2013). 
Делегат XXVI съезда КПСС.
Умер 11 июля 2015 года в больнице (Институт сердца г. Перми), похоронен на Северном кладбище.